# Santa Teresita
Santa Teresita é um município de  quarta classe de renda municipal (d) na província Cagayan, nas Filipinas. De acordo com o censo de 1 de maio  de  2020 possui uma população de 19 573 pessoas e 4 926 domicílios.